# カミーユ・ロクプラン
カミーユ・ロクプラン（Camille Roqueplan, 本名:Camille Joseph Étienne Rocoplan, 1803年2月18日 - 1855年9月29日）はフランスの画家である。「ロマン主義絵画」の画家の一人である。

## 略歴
フランス南東部ブーシュ＝デュ＝ローヌ県のマルモールで生まれた。弟に作家、舞台監督になったネスター・ロクプラン(Nestor Roqueplan:1805–1870)がいる。少年時代から絵の才能を見せていて、父親に画家の道に進むように勧められ、18歳頃から絵を学ぶが、仕事で絵を描くことを好まず、医学を学んだり、役所で事務職に就いたりしたが、どれも長続きせず、結局、画家の修行に戻った。
地元の風景画家に風景画を学び、師の勧めで、パリに出て、アベル・ド・プジョル(Abel de Pujol)の教室で学び始めるが 、ド・プジョルが見せた作品の技巧に追いついていないことに失望し絵を止めると言い出し、周囲の説得で、アントワーヌ＝ジャン・グロの教室に移って修行を続けることになった。放任的なグロの教えるスタイルがロクプランに適していて、3年後、卒業し風景画を描くようになった,。フランス南部のドーフィネの風景を描き、パリに戻り、サロン・ド・パリに出展を始め、後に風景画の大作をサロンに出展し、金賞を得た。
風景画のほかに、1830年代から文学作品などを題材にした作品も描いた。
ロクプラン自身の学生時代は良い経験ではなかったが、美術学校で教え、ロクプランの教えた学生には、シャルル＝テオドール・フレール、プロスペル・マリヤ、マリー・アレクサンドル・アロフ、ウジェーヌ・ラミ、コンスタン・トロワイヨンらがいる。

## 作品

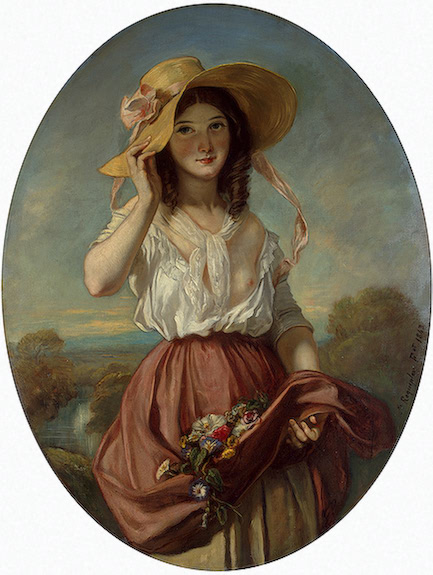
花と少女 (1843)
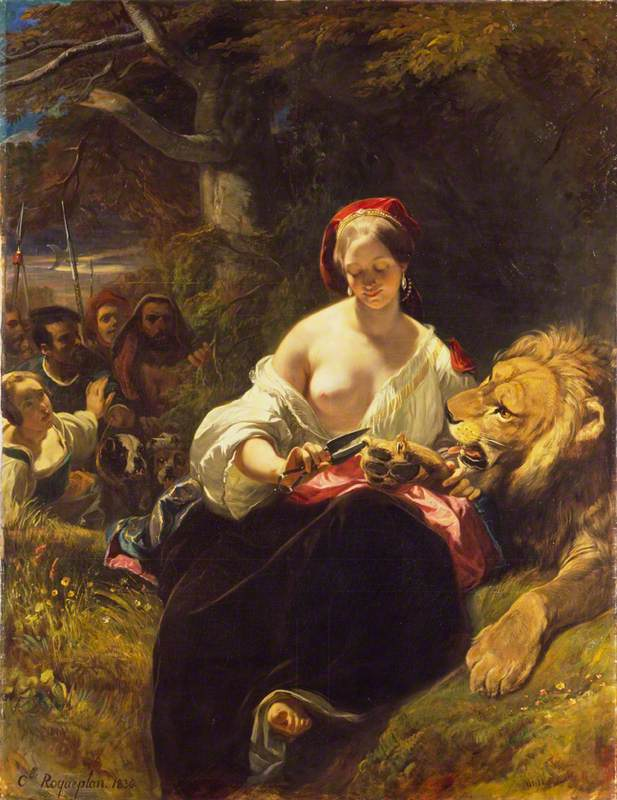
『恋をしたライオン』(1836)
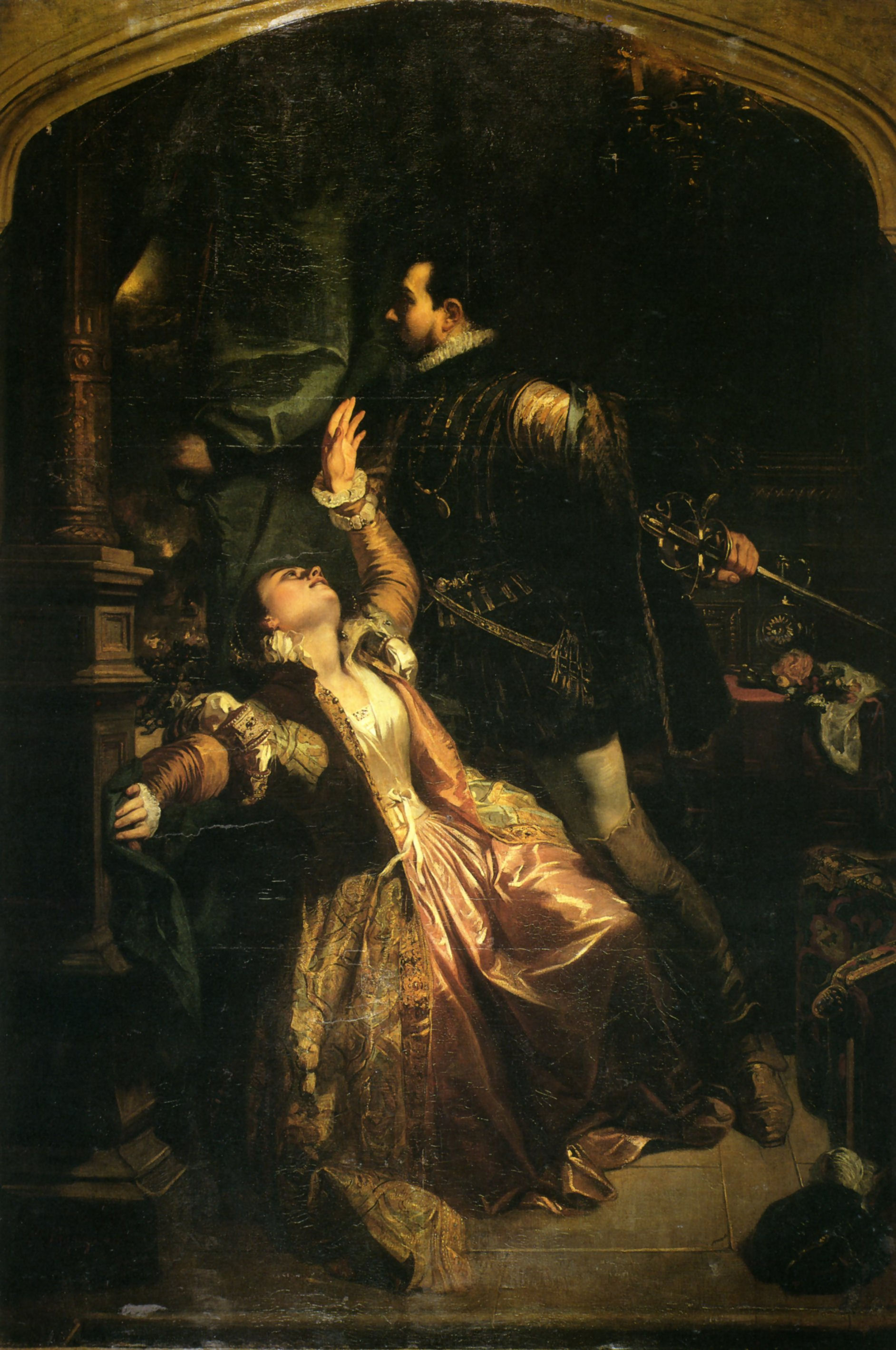
マイアベーアのオペラ『ユグノー教徒』の場面から
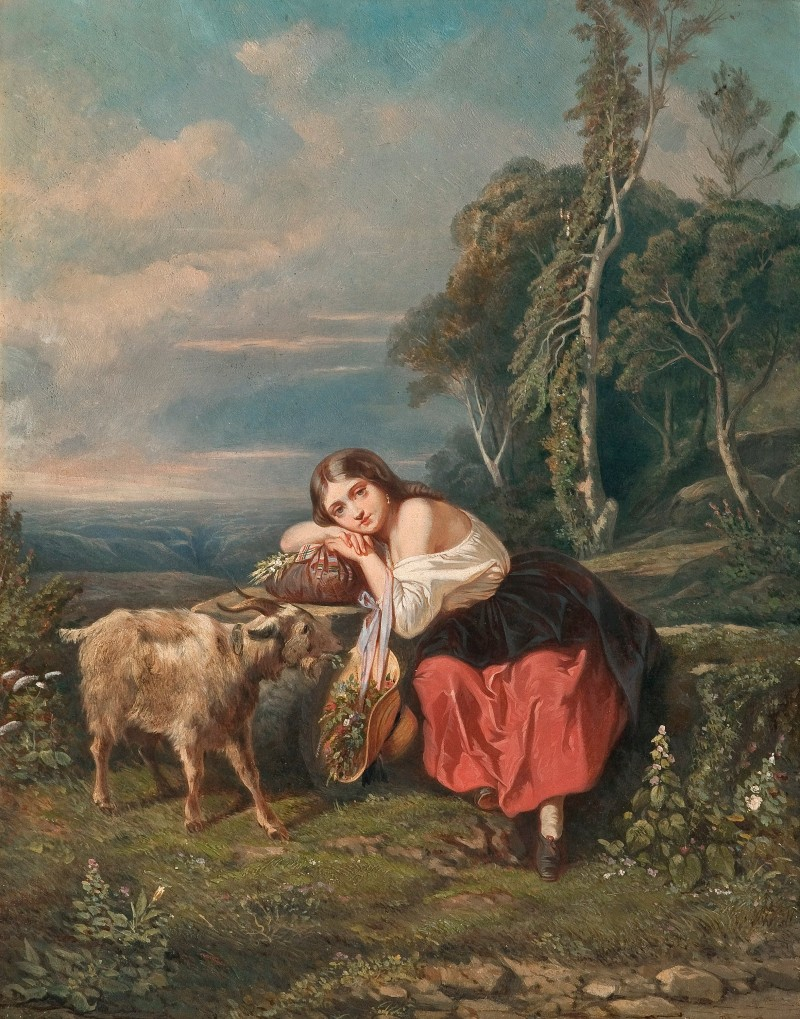
羊飼いの少女

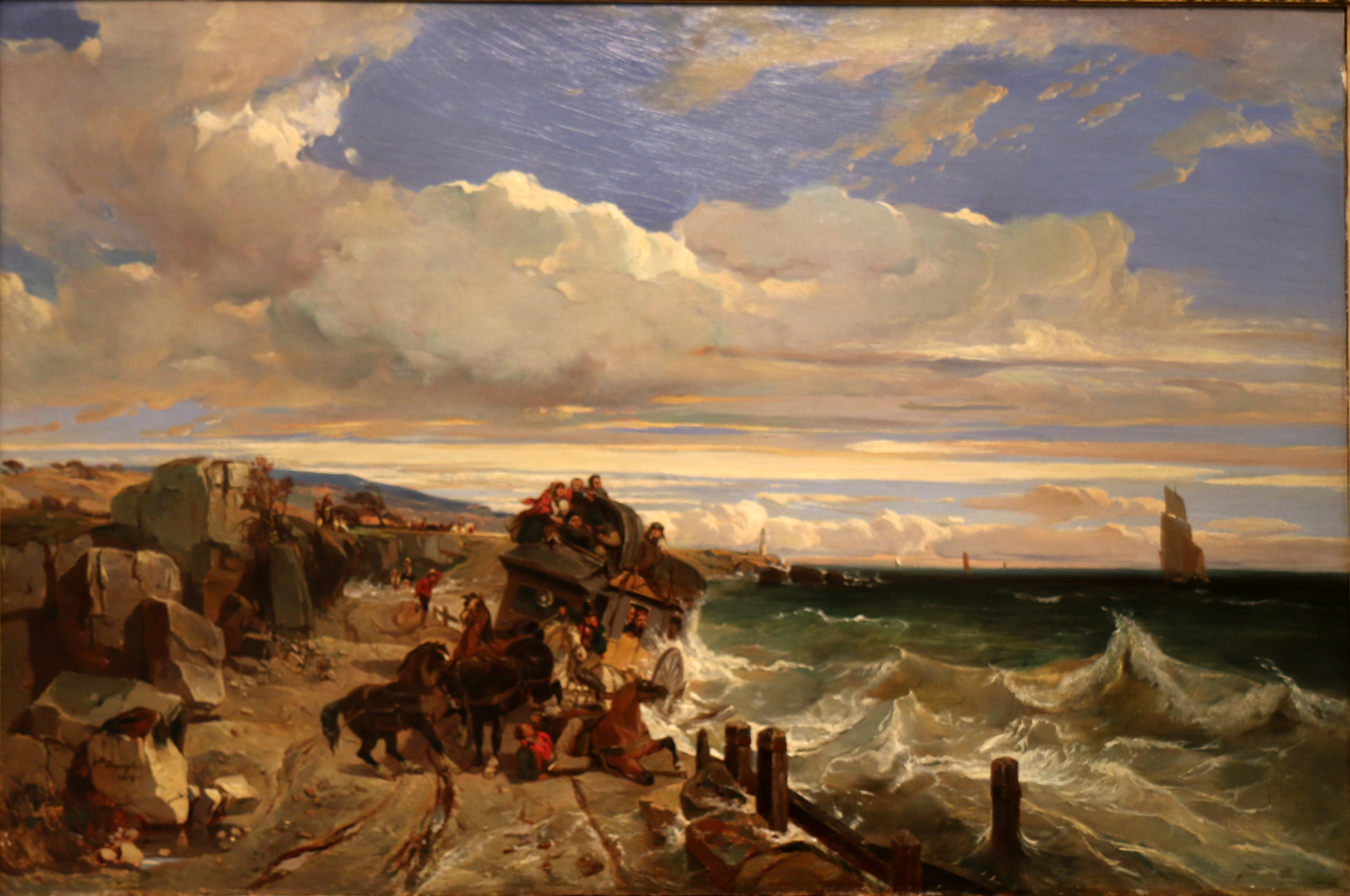
Coup de vent et diligence (1839)
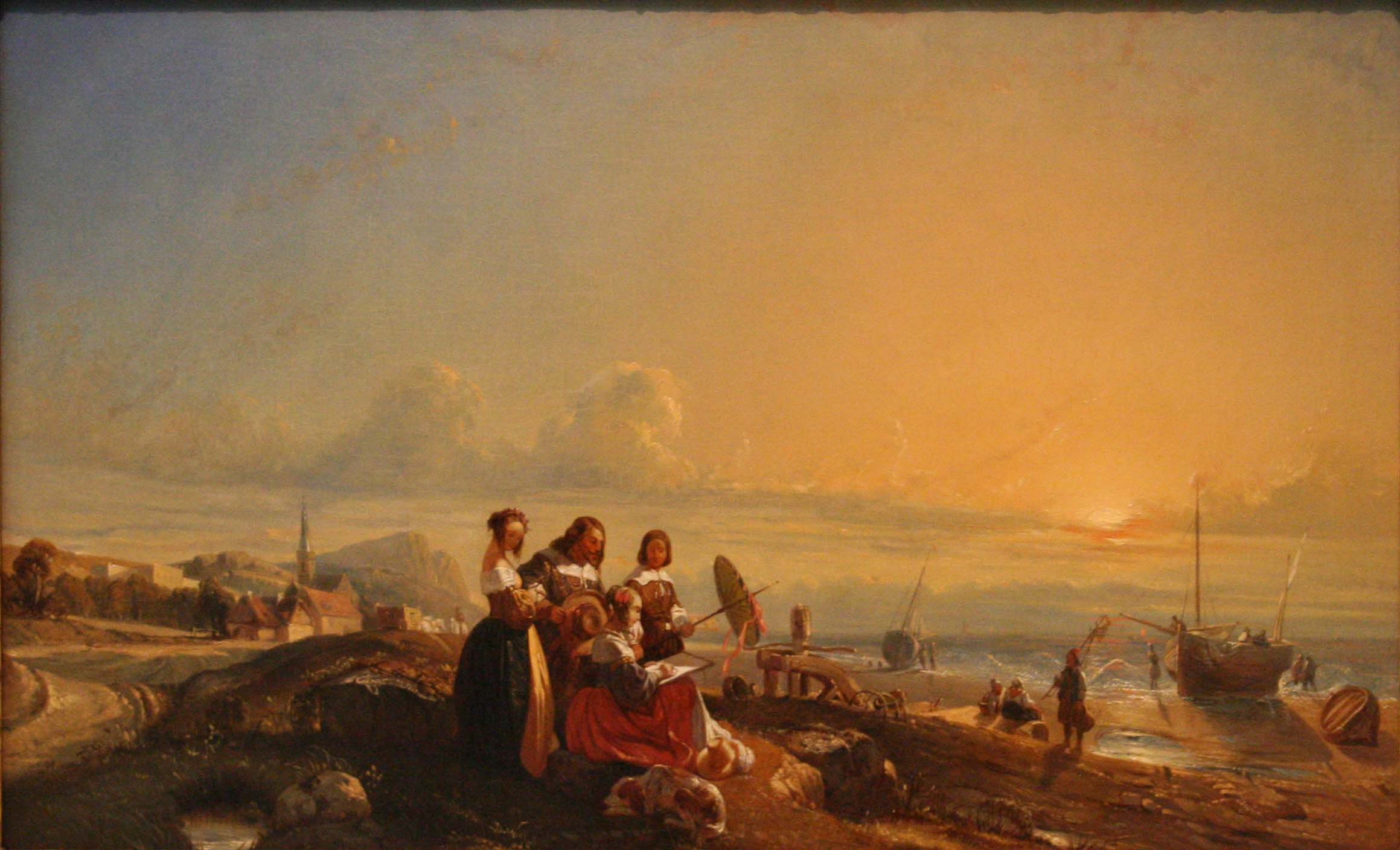
(1830)

## 関連書籍
- Germain Hédiard, Camille Roqueplan, L'Artiste (1893)[要文献特定詳細情報]